# موسیقی در اردبیل
موسیقی سنتی در اردبیل به شماره ۳۶۴ مورخ ۲۸/۰۸/ ۱۳۹۰ به دلیل تاثیرگذاری خاص و شرایط متنوع در فهرست میراث ناملموس کشور به ثبت رسیده است. هنر و بالاخص موسیقی در شاخه‌های نوازندگی و آواز در اردبیل به دلیل شاخصه‌های متنوعی چون تن صدای زیر و بم در بحث خوانندگی و تنوع نوازندگی ساز بالاخص تار ایرانی، تار آذربایجانی، قارمان، قاوال، کمانچه از دیرباز در شهر اردبیل رونقی خاص از دوران صفویه به بعد مخصوصا در دوره قاجار داشته‌است.

## مکتب اردبیل
ظهور صفویه‌ها از اردبیل و تغییر بنیادی در هنر و موسیقی و ایجاد مکتب اصفهان و شیراز از حکومت صفویه از بطن مکتبی بنام مکتب اردبیل سرچشمه گرفته‌اند. از دوران صفویه موسیقی اردبیل در کانون توجه بوده و شاهان این حکومت در رونق موسیقی اصیل و فاخر در اردبیل و کشور، تلاش مضاعف داشته اند.هنر موسیقی با ویژگی‌هایی نظیر تن صدای زیر و بم مختص منطقه اردبیل در بحث آواز و خوانندگی و تعدد و تنوع دستگاه‌های موسیقی به‌ویژه ساز [[تار ایرانی و تار آذربایجانی در اردبیل رونقی خاص از دوران صفویه به بعد داشته و این موضوع تا به امروز به هر نحو ممکن به توسط هنرمندان بنام اردبیل به مانند آلاپالاز اوغلی، نصرالله ناصح‌پور، رامبد صدیف ،اسلام رضایف، یعقوب محمداف، ستار اردبیلی، علی سلیمی، عروج دشتی، یدالله زیوه، علی محمد، عارف دانشور، علی محمد نجفی (قطاری) قربانعلی معمرپور، میرزا علی آقا، عسگر مقدم، خلیق، مروت لطفی، خداشکر جلالی، قدرت پورحسن، یوسف الماسی، بهاءالدین خراسانی، اسماعیل چشم‌آذر، ناصر چشم‌آذر، منوچهر چشم‌آذر، لطیف کاظمی، ودود مؤذن‌زاده اردبیلی، قادر الفی، عادل الفی، رحمان اسداللهی و وحید اسداللهی و محمدعلی احدی به عنوان نمونه بارز مشاهیر و مفاخر موسیقی استان اردبیل در بهترین فرم ممکن نگهداری و اشاعه یافته است.. تاثیر هنرمندان اردبیل بالاخص موسیقی و شعر مخصوصاً شعر منسوب به وقایع عاشورا از این دسته می‌باشند. اردبیل تنها شهری است که تمامی مکاتب الهی و عرفانی و فقهی و تصوف و مکاتب بشری در اردبیل فعال هستند و نمایندگی دارند و در عین حال در کمال آرامش و مسالمت آمیز زندگی می‌کنند. اگر از منظر تاریخی به این مسئله اساسی توجه کنیم به وضوح و راحتی می‌توان گفت که در هر زمان مکتب اردبیل مجالی پیدا کرده علاوه بر اردبیل بلکه کل ایران را سر و سامان داده و به توسعه رسانده‌است. سلسلهٔ صفویه از بطن مکتب اردبیل بیرون آمده و ایران نوین را بر اساس دین اسلام شیعی و زبان فارسی به دولت_ملت رسانده‌است.
اهمیت مکتب اردبیل تا جایی است که بسیاری از جریان‌های سیاسی داخلی و خارجی به آن شناخت عمیق دارند و در بزنگاه‌ها توسط نیروهای داخلی و خارجی به این مکتب صدمات جبران ناپذیری وارد کرده‌اند. یکی از این جریان‌های سیاسی به دست یک شهردار اردبیلی بافت تاریخی اردبیل را با لودر به بهانه خیابان کشی تخریب کرده و مهم‌تر ین آثار تمدنی را از بین برده‌است یا جریانی در بطن بافت فرسوده پل‌های متعدد احداث کرده‌است یا جریانی قلعه حسنلو نمین که سابقه اش به دوره اشکانیان بر می‌گردد را به بهانه احداث کارخانه تخریب می‌کند.
در هر روی اهمیت مکتب اردبیل به قدری مهم است که فرهنگ دوستان این مکتب درصدد احیای مکتب اردبیل هستند و عده ای درصدد تعطیلی این مکتب می‌باشند ولی این مکتب ققنوس وار همیشه از خاکستر خود برخواسته و در کوتاهترین زمان ممکن بازتولید شده و به جلو حرکت می‌کند. در بطن این مکتب فرهنگ عاشورایی نهادینه شده و با ظلم و جور سر ناسازگاری دارد.

## ویژگی‌های منحصر بفرد شعر (نوحه)
تسلط به وقایع کربلا و آشنایی با ادبیات آذربایجانی در ایجاد و صحنه سازی از موضوعاتی است که در شعرهای خلق شده توسط شعرای موسوم به عاشورایی در اردبیل پر رنگ تر از دیگر نقاط کشور می‌باشد. این تفاوت علیرغم توسعه هنر در کشور آذربایجان هنوز به مانند شعرا و نوازندگان اردبیل پیشرفت نداشته‌است. شمس عطار اردبیلی، بیضای اردبیلی، عباسقلی یحیوی، رحیم منزوی اردبیلی، انور اردبیلی، رجب ابراهیمی، محمود دست پیش از مشهورترین و تاثیرگذارترین شعرا و ترانه سرایان اردبیل می‌باشند.

## ویژگی‌های منحصر بفرد آوازی
بررسی هنر تعزیه خوانی که پیش نیاز آن تسلط به ردیف‌های موسیقی سنتی ایرانی است موضوعی است که در نوحه خوانان اردبیل بالاخص دوره قاجار و پهلوی مشهود بوده‌است. تسلط به این نوع از هنر که در آن نوحه خوانان صرفاً با اخذ شعر (نوحه) از شعرا، خود در مقام تنظیم کننده نیز بوده‌اند. موضوعی که نیاز به تسلط شدید و فراوان به موسیقی و آشنایی با ردیف‌های موسیقی سنتی و محلی اردبیل داشته‌است. نوحه خوانان با شروع از یک دستگاه موسیقی به اقتضای شعر به دستگاه‌های دیگر وارد و در نهایت با فرود این نوع موسیقی را به پایان می‌برده‌اند. از این گروه از نوحه خوانان می‌توان به کربلایی حسینقلی داودی، رامبد صدیف، نعیم مؤذن زاده اردبیلی، سلیم مؤذن زاده اردبیلی و تمدنی اشاره نمود. در زمینه موسیقی هم  خوانندگان بنامی چون ستار اردبیلی ، آلاپالاز اوغلی، نصرالله ناصح پور، ربابه مراداوا، ماهرخ مراداوا، طاهره مراداوا، اسلام رضایف، یعقوب ممداف، ستار اردبیلی، عروج دشتی، یدالله زیوه، آلی ممد، عارف دانشور، آل ممد نجفی (قطاری) قربانعلی معمرپور، میرزا علی آقا، عسگر مقدم (لقب آذری)، خلیق، مروت لطفی، ناصر جعفری، خداشکر جلالی، قدرت پورحسن، یوسف الماسی، بهاءالدین خراسانی، ودود مؤذن‌زاده اردبیلی و مجید عصری …

## ویژگی‌های منحصربفرد نوازندگی
ترویج هنر در خانواده‌های اهل اردبیل بالاخص از دوران قاجار و پهلوی امری موروثی بوده‌است. نوازندگی آلات موسیقی در مجالس عروسی در آن زمان علاوه بر بعد تفریحی، از منظر تسلط بر ردیف‌های موسیقی نیز از ملزومات اصلی بوده‌است. هنرمندانی چون علی سلیمی، اسماعیل چشم آذر ،ناصر چشم آذر، منوچهر چشم آذر، عادل آخوندزاده، صفرعلی جاوید، محمدعلی نجد بنابی، حمید عبادی، علی اکبر افرنجی، رحمان اسداللهی، وحید اسداللهی، احمد کلاهی، حسن گیلانی، ممیش، لطیف طهماسبی زاده، مجید طهماسبی زاده، عارف ابراهیم پور، نوروز فیض الیف می‌توان نام برد.

## فهرست ثبت شده ملی میراث ناملموس اردبیل
موسیقی سنتی در اردبیل به شماره ۳۶۴ مورخ ۲۸/۰۸/ ۱۳۹۰ به دلیل تاثیرگذاری خاص و شرایط متنوع در فهرست میراث ناملموس کشور به ثبت رسیده است.
| شماره ثبت | نام اثر                                                            | تاریخ ثبت   | استان  |     |
| ۷         | اذان مؤذن‌زاده اردبیلی (الف ب ج)                                    | ۳۰/۶/۸۷     | اردبیل |     |
| ۳۲        | کوچ عشایر ایل شاهسوند (د ج)                                        | ۲۸/۲/۸۸     | اردبیل |     |
| ۱۷۰       | مراسم عزاداری مردم دارالارشاد اردبیل در محرم با تأکید بر تشت گذاری | ۱۸/۱۱/۸۹    | اردبیل |     |
| ۲۵۹       | آیین‌های ازدواج در اردبیل                                           | ۲۸/۰۸/ ۱۳۹۰ | اردبیل |     |
| ۲۸۹       | مهارت پخت نان در اردبیل                                            | ۲۸/۰۸/ ۱۳۹۰ | اردبیل |     |
| ۳۱۸       | طب سنتی در اردبیل                                                  | ۲۸/۰۸/ ۱۳۹۰ | اردبیل |     |
| ۳۴۳       | مهارت دوخت پوشاک سنتی در اردبیل                                    | ۲۸/۰۸/ ۱۳۹۰ | اردبیل |     |
| ۳۶۴       | موسیقی سنتی در اردبیل                                              | ۲۸/۰۸/ ۱۳۹۰ | اردبیل |     |
| ۳۹۰       | میراث معنوی رغایب                                                  | ۵/۱۰/۱۳۹۰   | اردبیل |     |
| ۴۷۹       | جاجیم بافی اردبیل                                                  | ۲۰/۶/۹۱     | اردبیل |     |
| ۴۸۰       | حلوا سیاه                                                          | ۲۰/۶/۹۱     | اردبیل |     |
| ۴۸۱       | چاروق دوزی                                                         | ۲۰/۶/۹۱     | اردبیل |     |
| ۵۹۲       | مراسم خاکسپاری شهدای کربلا در خلخال                                |             | اردبیل |     |
| ۵۹۳       | آئین شمع‌گذاری در اردبیل (آئین شمع پایلاماخ در اردبیل)              |             | اردبیل |     |
| ۵۹۴       | مراسم مذهبی شاخسی واخسی در نیر                                     |             | اردبیل |     |
| ۵۹۵       | مراسم عزاداری مسلم بن عقیل آغاز ماه محرم در اردبیل                 |             | اردبیل |     |
| ۵۹۶       | عزاداری ایل شاهسون در ماه محرم                                     |             | اردبیل |     |
| ۵۹۷       | عزاداری عاشورایی در بازار اردبیل                                   |             | اردبیل |     |
| ۷۵۱       | تکنیک و مهارت زین سازی اردبیل                                      | ۴/۱۱/۱۹۹۱   | اردبیل |     |
| ۷۵۲       | مهارت و فن فرش بافی اردبیل                                         | ۴/۱۱/۱۹۹۱   | اردبیل |     |
| ۷۵۳       | مهارت نمکدان بافی عشایری اردبیل                                    | ۴/۱۱/۱۹۹۱   | اردبیل |     |
| ۷۵۴       | مهارت نواربافی عشایر اردبیل                                        | ۴/۱۱/۱۹۹۱   | اردبیل |     |
| ۷۵۵       | داستان سارای (ادبیات شفاهی آذربایجان)                              | ۴/۱۱/۱۹۹۱   | اردبیل |     |
| ۷۵۶       | مهارت و فن رشته شالبافی خلخال                                      | ۴/۱۱/۱۹۹۱   | اردبیل |     |
| ۷۵۷       | مهارت و فن خورجین بافی در اردبیل                                   | ۴/۱۱/۱۹۹۱   | اردبیل |     |
| ۷۵۸       | مهارت چپغ بافی ایل شاهسون                                          | ۴/۱۱/۱۹۹۱   | اردبیل |     |
| ۷۵۹       | مهارت نمدمالی اردبیل                                               | ۴/۱۱/۱۹۹۱   | اردبیل |     |
| ۷۶۰       | مهارت دوخت پوشاک محلی استان اردبیل                                 | ۴/۱۱/۱۹۹۱   | اردبیل | ملی |